# Aaron Ramsdale
Aaron Christopher Ramsdale (ur. 14 maja 1998 w Newcastle-under-Lyme) – angielski piłkarz występujący na pozycji bramkarza w angielskim klubie Newcastle United, do którego jest wypożyczony z  Southampton oraz w reprezentacji Anglii. Wychowanek Boltonu Wanderers, w trakcie swojej kariery grał także w takich zespołach jak Bournemouth, Chesterfield, Wimbledon, Sheffield United oraz Arsenal.